# 外国ニ於テ流通スル貨幣紙幣銀行券証券偽造変造及模造ニ関スル法律
外国ニ於テ流通スル貨幣紙幣銀行券証券偽造変造及模造ニ関スル法律（がいこくにおいてりゅうつうするかへいしへいぎんこうけんしょうけんぎぞうへんぞうおよびもぞうにかんするほうりつ、明治38年3月20日）は、外国で流通する貨幣・紙幣・証券等の模造の取締りに関する日本の法律である。
1905年（明治38年）3月20日公布、即日施行された。

## 概要
外国紙幣等（刑法第149条の罪に当たらない物に限られる）の偽造・変造・模造等を取り締まることを目的としている。なお、第1条は重罪であるため刑法施行法により未遂罪も罰せられる唯一の例である。
なおその一方で、第8条にはこの法律に記載している罪を犯した者が偽造・変造した外国紙幣等を行使する前に、又は模造した外国紙幣等を他人に授付する前において警察官に自首した場合の刑の免除が規定されている。
また第9条にはこの法律に記載している罪を犯し、よって外国で確定裁判を受けた者であってもさらに日本で処罰することを妨げないとしている、ただし犯人が外国において言い渡された刑の全部又は一部を執行された時は、日本で科すべき刑罰が減刑又は免除がなされる。
この法律の呼称は、当該法律において定められた「題名」でなく、便宜的に用いられる「件名」であるため、平仮名・口語体を用いる法令にあっては、「外国において流通する貨幣紙幣銀行券証券偽造変造及び模造に関する法律」のように引用表記される。